# Plant Information Management System
Ein Plant Information Management System (PIMS) sammelt und integriert Informationen über einen Produktionsprozess aus verschiedenen Quellen. Da in der Vergangenheit Prozessleitsystemen die Speicherkapazität für die sehr großen Datenmengen bei der Langzeitarchivierung fehlte, werden Daten zur Archivierung von historischen Prozessdaten traditionell in separaten Systemen (PIMS, Historian) von Drittanbietern abgelegt. Die Anbindung zum Prozessleitsystem erfolgt zum Beispiel über OPC. Die Daten werden übergeordneten System (ERP, MES) zur Verfügung gestellt oder über Arbeitsplatzrechner abgerufen und ausgewertet.
Wichtige Aufgaben eines PIMS sind:
- Unternehmensweit Daten sammeln, konsolidieren und bearbeiten
- Analyse von Produktionsleistung, Produktqualität, Prozesskapazität und Regelkonformität.
- Bereitstellung von Key Performance Indicator (KPI) zur Verbesserung der Entscheidungsprozesse
- Reporting zur Entscheidungsunterstützung und Dokumentation
- Konsolidierung von Daten aus verschiedenen Quellen (Enterprise Resource Planning (ERP), Labor, Prozessleitsystem…)
- Integration von off-line Daten (Labor, Berechnungen, zukünftige Lastprofile)
- Zugriff über das unternehmensweite Intranet auch von Büros aus. Via Web (Thin client) oder Tcp/Ip (Thick client)
- Anreichern/Veredeln von Rohdaten
- Ereignisgesteuerte Berechnungen
- Langzeitarchivierung von Daten und Meldungen (über viele Jahre)
- Reporting

Hersteller sind:
- AspenTech InfoPlus.21 (IP.21)
- Osisoft PI
- Honeywell PHD
- Wonderware Historian
- GeFanuc iHistorian
- Qubicon

Folgende Unterteilung gibt es:
- SQL / Desktop – Systeme
- SCADA – Historian
- Enterprise Historian